# Emirato de Abdalqadir
El Emirato de Abdalqadir (en árabe: إمارة عبد القادر‎, romanizado: Imrāt ʿAbd al-Qādr; en las fuentes francesas como État d'Abdelkader) fue un Estado independiente formado en las partes central y occidental de Argelia durante la conquista francesa. En la historiografía argelina, el Emirato de Abdalqadir es referido como el Estado argelino moderno, pues se estableció una doctrina del poder que contrasta el anterior régimen de los deys de Argel. Fue gobernada por el emir Abd al-Qádir (Abdelkader) entre 1833 y 1847, y sus capitales fueron sucesivamente Mascara y Tagdemt.

## Gobernanza
El sistema de gobierno presenta analogías con el régimen de los deys de Argel. Sin embargo, corresponde a una profunda revisión de la doctrina del poder sobre bases más igualitarias. El emir está a la cabeza del estado y gobierna con su diván, el consejo de ministros. Está asistido por un majlis, un consejo asesor formado por sus principales colaboradores: intelectuales, ulemas y jalifas, que representan a las provincias y que está presidido por un qâdî al qudât. Argelia está dividida por el emir en ocho jalifatik, ellos mismos subdivididos en aghalik que reúnen varios caidatos. Esta división tiene en cuenta las influencias locales y la historia, particularmente en el nivel tribal.

## Instituciones
Abdalqadir organizó el Estado en torno a tres o cuatro polos modernos y eficientes: justicia, organización financiera, educación y especialmente el ejército.
La justicia se impartía según los principios islámicos y se basaba en la figura del cadí, que actuaba como juez, notario y tutor. El cadi es competente para juzgar todos los casos relacionados con problemas entre personas, o de propiedad, robo y asesinato. El cadí es designado según varios criterios: notoriedad, moralidad y capacidad atestiguada por el éxito en las pruebas legales. Su mandato es renovable por un año y es revocable en caso de falta grave por parte de un jalifa. Por otro lado, el majlis, integrado por los ulemas más famosos, se reunía para tratar casos en apelación contra la decisión de los cadís.
Sin embargo, los casos contra los intereses de la nación (colaboración con los franceses, rebelión, rechazo a la unidad, quejas entre tribus, complots...) fueron juzgados por agentes de la autoridad, los hokm.

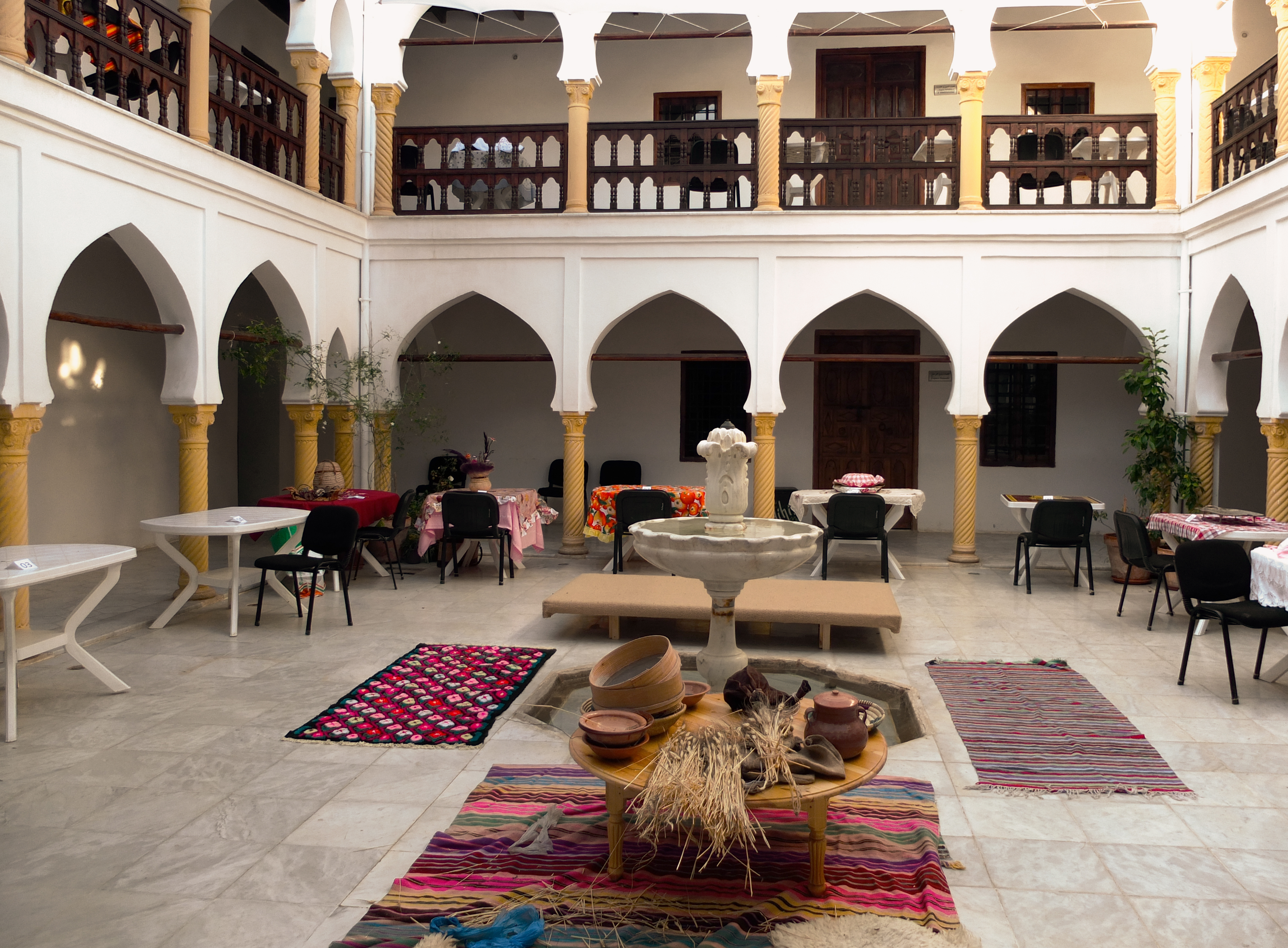
Palacio del emir Abdalqadir, en Medea.

El emir Abd el-Qadir tuvo cierto interés por la cultura. Así pues, el Estado fomentó la creación de escuelas, en las ciudades y en las zonas rurales, donde se enseñaría el Corán, la aritmética, la lectura y la escritura. Esta educación estaba destinada a ser gratuita y los estudiantes más dotados continuaron su formación en las zauías y mezquitas del país donde se les enseñó historia, retórica y teología. Estos tolbas recibieron un salario regular. Abd el Qadir también fomentó la conservación de manuscritos y otros libros, y creó una biblioteca para recopilar los escritos valiosos.
En el plano financiero, el Estado tuvo que liderar un gran esfuerzo bélico, y por ende, una reforma de la organización. Abdalqadir sometió a todas las tribus a impuestos, incluidas las antiguas tribus del Majzén. Los diferentes impuestos son:
- Ashur (achour), o impuesto sobre la décima parte de las cosechas;
- Zakat, aplicado a los rebaños (1% en ovejas, 1/30 en bovinos y 1/40 en camellos);
- Ma'una o mu'awana (Ma'ouna),[7] una contribución en dinero decidida por el emir en caso de emergencia para la resistencia armada, y distribuida entre todos los jalifatik;
- Jetía, que es una multa que se aplica a una tribu por faltar a la colecta.

Los alcaides y aghas recaudan los impuestos con mayor frecuencia y luego se pagan al jalifa. En cada aghalik, un sultán ukil se encargaba del alquiler de las tierras públicas a los agricultores, mientras que un segundo ukil se ocupaba de los intereses de las autoridades fiscales.

### Doctrina del poder
La concepción del poder de Abdalqadir rompe con la de la regencia de Argel, que según él fracasó. Apodado Nasir al-Din (el 'Defensor de la Religión') y de linaje jerifiano, extrae su legitimidad de la religión, incluso más que para el régimen de la regencia de Argel, y revive la tradición de designación del jefe de la comunidad a través de los fieles. Miembro de la tribu de Hashem, gobernó sobria y modestamente, quiso acercarse a la gente llana, aunque siembre bajo ciertas costumbres que marcaban su rango (como el de moverse siempre acompañado de una sombrilla). Esto en realidad refleja un deseo de distanciarse de la arbitrariedad de la regencia y de una forma de fosilización del Islam.

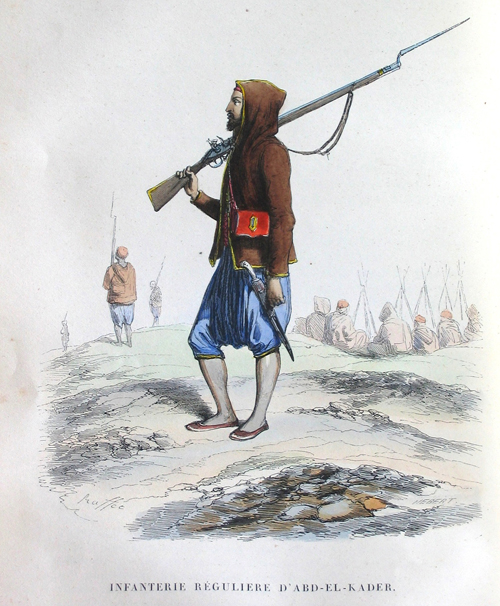
Infantería regular de Abdalqadir.

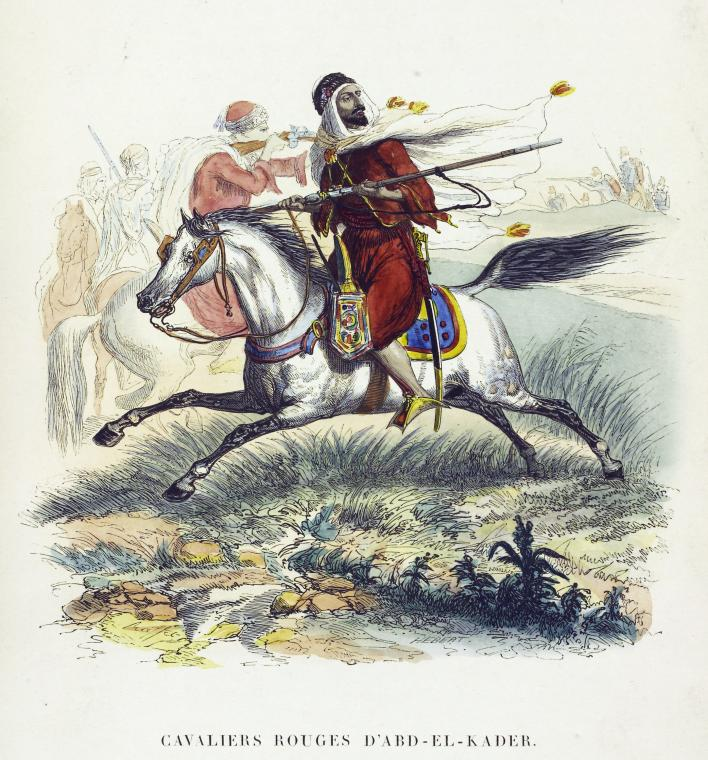
Caballería de Abdalqadir.

Abolió el Odyak y puso fin al sistema político de la regencia (en particular, al sistema de las tribus del Majzén). Intentó lograr un sistema uniforme donde, si la tribu permanece en la base de la sociedad, las confederaciones reportasen directamente al poder central. El territorio controlado se dividía a partes iguales entre los jalifas. El ejercicio del poder administrativo es monitoreado, de hecho se anuncia regularmente en los mercados que cualquier persona que tenga una queja sobre la administración puede remitirla directamente al Emir.
El emir es sensible a las opiniones de Hamdan Jodya (ex dignatario de la regencia), consejero del bey de Constantina. Este último, habiendo viajado por Europa, compartió con él las ideas de la revolución industrial y el surgimiento de las nacionalidades en Europa. La estadía de Abdalqadir en El Cairo en 1827 también lo hizo consciente de la gestión innovadora de Mehmet Alí, gobernante de Egipto y gran vasallo del Imperio Otomano, cuya autoridad derrotó.
Existe un deseo real de promover los asuntos públicos: regularidad de los servicios, unificación, organización federal sin excluir un esfuerzo de centralización, fin de las rivalidades entre tribus, abolición de privilegios, promoción de una economía modernizada y creación de un ejército regular y venta. Con el fundamento del Estado apoyado en una legitimidad religiosa, el emir favoreció a la nobleza morabita en detrimento de las judía Durante sus guerras con los franceses, el estado no se abstiene de negociar y tratar con ellos. Por lo tanto, lleva un Islam que quiere ser voluntariamente tolerante, donde los musulmanes, judíos y cristianos europeos (especialmente de Italia) pueden circular en su territorio. Nombró a dos embajadores no musulmanes (uno judío argelino y el otro italiano) a las autoridades francesas en Argel.

## Política económica
El emir dio muy pronto importancia a la estructuración de una economía percibida como necesaria para la sostenibilidad de su Estado. Estableció una serie de fábricas e industrias en Tagdemt, su nueva capital. Por tanto, se concede gran importancia a la producción local de los bienes necesarios, en particular al esfuerzo bélico. Las localidades de Tremecén, Moascar, Miliana, Medea y Tagdemt fabrican los polvos necesarios. Tagdemt y Miliana poseen fundiciones y fábrica de armas. También existe el deseo de regular los mercados (los zocos) con una mayor vigilancia y seguridad de los sitios y rutas de tráfico para promover los intercambios. Se fomenta la agricultura, con la abolición del jaradj para alentar a los felahs (campesinos) y el uso de períodos de tregua.
Finalmente, el emir obtiene muy rápidamente su propia moneda para asegurar la autonomía financiera de su estado. Este fue publicado en 1834, fue acuñado en Tagdempt hasta 1841.

## Provincias del emirato
Abdalqadir dividió su emirato en provincias administrativas para facilitar la gestión con un gobierno central. En el momento de la mayor extensión de este estado, los jalifa, ocho en total, se organizaron alrededor de Tremecén, Muaskar, Miliana, Medea, Cabilia, la Medyana, el Zab y el norte del Sahara de Orán y Argelia.
| Provincia | Gobernador                       | Ciudad principal |
| --------- | -------------------------------- | ---------------- |
| Titteri   | Mohammed berkani                 | Medea            |
| Miliana   | Muhieddine ben Allal el-Kalay    | Miliana          |
| Tremecén  | Mohammed bouhamedi               | Tremecén         |
| Moáscar   | Ahmed ben el-Tahami              | Moáscar          |
| Sáhara    | Gaddour bin Abdelbaki            | Bechar           |
| Mejdana   | Mohammed ben Abdeslam el-Mekdani | Sétif            |
| Ziban     | Ferhat ben Said                  | Biskra           |
| Jibal     | Ahmed ben Salim                  | Al-Buira         |

Cada provincia se dividió en regiones que se dividieron en grupos de tribus. El jefe de una región se llamaba Agha y el jeque era el jefe de un grupo de tribus.

## Banderas

Banderas atribuidas a Abdalqadir
Bandera de la toma del Smala (16 de mayo de 1843).
Bandera de los habituales de Abdalqadir.
Estándar del Emirato de Abdalqadir